# Jánosik János
Jánosik János (Karancsság, 1906. július 16. – Budapest, 1977. augusztus 13.) Kossuth-díjas öntő, magkészítő, a Ganz Hajógyár brigádvezetője, sztahanovista.

## Élete
A Ganz Hajógyár munkatársa 1921-től, kisebb megszakításokkal nyugdíjazásáig, 1959-ig itt dolgozott. 1949-től 11 tagú, 1950-től 18 tagú brigád vezetője, 1956-tól 1959-ig a magkészítők csoportvezetője volt.
1924-től az MSZDP tagja. 1945-től részt vett a sztahanovista mozgalomban. 1948 és 1953 között a Szabad Nép című napilap munkaversennyel kapcsolatos cikkeiben 6 alkalommal szerepelt.
1951-ben – munkatársával, Pappert Ádámmal megosztva – megkapta a Kossuth-díj ezüst fokozatát. A díj indoklása szerint Jánosik „az ország legjobb magkészítője. Brigádja tagjai között hat sztahanovista van. Ő maga már évek óta selejt nélkül dolgozik.” 1967-ben a Szocialista Hazáért Érdemrenddel, 1970-ben a Felszabadulási Jubileumi Emlékéremmel díjazták.